# Dispontio
Dispontio (en griego, Δυσπόντιον) es el nombre de una antigua ciudad griega de Élide.
Según la mitología griega, fue fundada por Disponteo, hijo de Enómao. Pausanias comenta que en época del rey Pirro de Pisátide, las ciudades de Pisa, Macisto, Escilunte y Dispontio se rebelaron contra los eleos por causa de la organización de los Juegos Olímpicos. Los de Pisa y sus aliados fueron derrotados por los eleos y sus ciudades quedaron destruidas.
Estrabón dice que, cuando fue destruida, muchos de sus habitantes emigraron a Epidamno y Apolonia de Iliria. Esto ocurrió hacia el año 575 a. C. Estrabón ubica la ciudad en el camino que va de la ciudad de Élide a Olimpia y menciona que se encontraba entre las ocho ciudades de Pisátide. Se desconoce la localización exacta de Dispontio.